# Braconnage

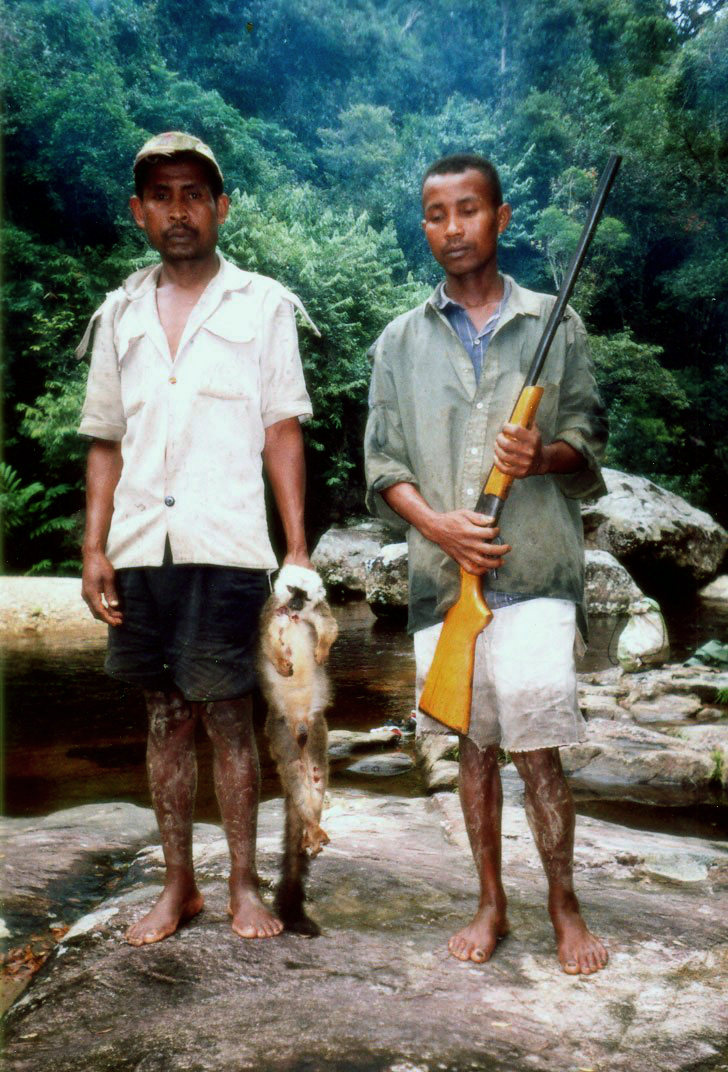
Lémur à front blanc tué dans le nord-est de Madagascar pour sa viande de brousse.

Le braconnage désigne la chasse ou la pêche illégale (sans relâchement de l'espèce vivante et sans dommage). Il se définit donc par rapport à la législation, et relativement à la réglementation qui l'applique ; concernant le permis de chasser ou de pêche, les dates et lieux de chasse autorisées, et les listes d'espèces autorisées à la chasse/pêche (avec des tailles et âge à respecter le cas échéant).
La portée des effets du braconnage diffère selon qu'il concerne les espèces dites sédentaires, ou migratrices (dans ce dernier cas, le braconnage dans une région ou un pays peut affecter la survie de la population de l'espèce dans un autre pays, ainsi que les services écosystémiques qu'elle rend).
Avec des variations selon les lieux et les époques, il existe une large gamme de raisons au braconnage, de l'alimentation de survie à la vente commerciale de poisson (dont civelle), viande, viande de brousse, peaux, cornes, ivoire, carapaces ou trophées (dans ces derniers cas, les cadavres sont souvent simplement laissés sur place) en passant par la vente d'organes ou de secrétions (sang, bile) auxquels sont imputés des vertus thérapeutiques dans des médecines traditionnelles. La fragmentation forestière et le développement des réseaux routiers et de nouveaux moyens de transport (avions, hélicoptères, bateaux motorisés, quads) ont augmenté les surfaces braconnées, l'accès aux zones protégées et parfois l'ampleur du braconnage.
À l'origine, selon le Littré, le mot braconnier désignait celui qui dirige les chiens (braques) . Le braconnage est l'un des principaux facteurs de perte de la biodiversité.

## Enjeux

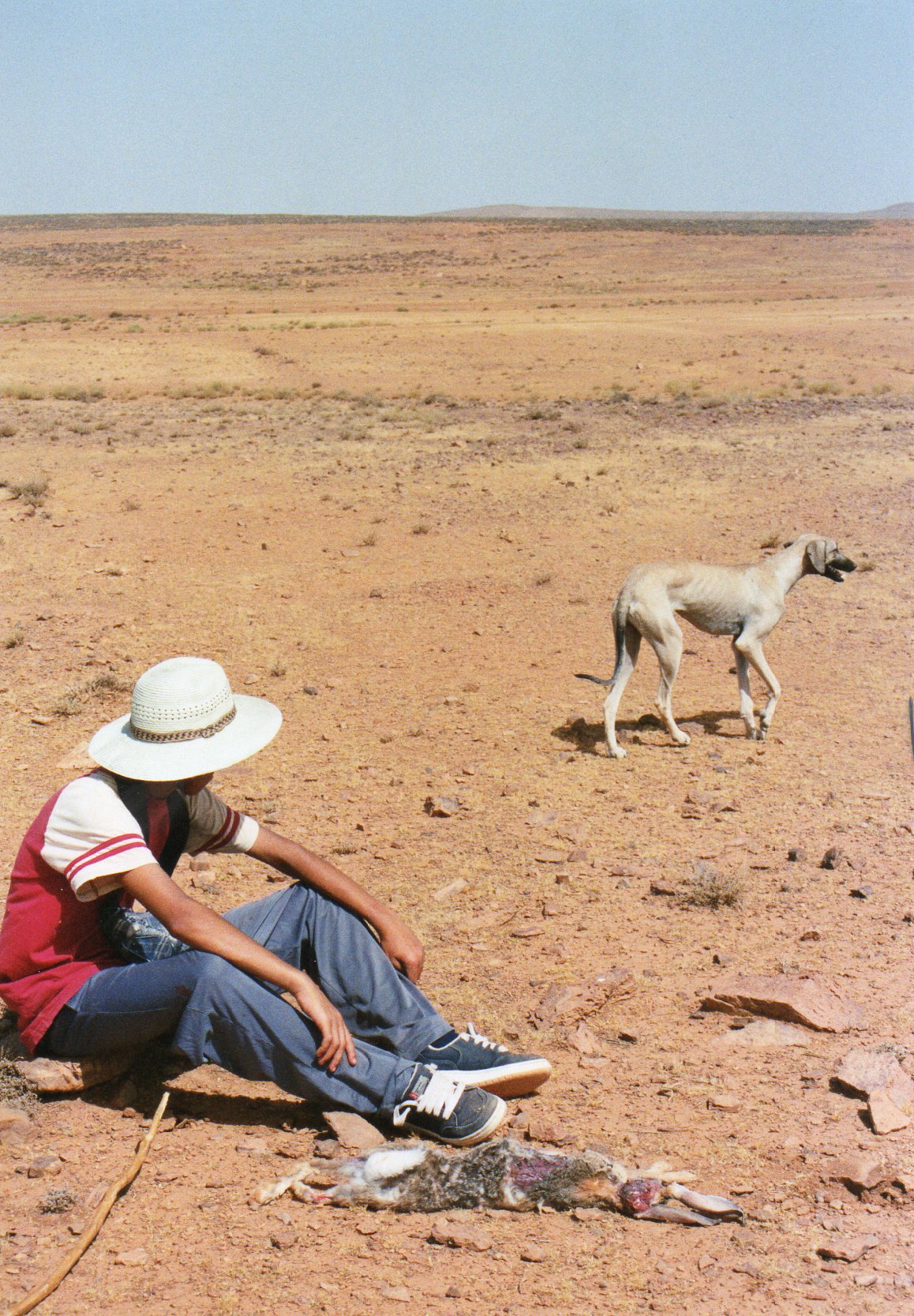
Chasse aux lapins clandestine avec l'aide d'un lévrier.

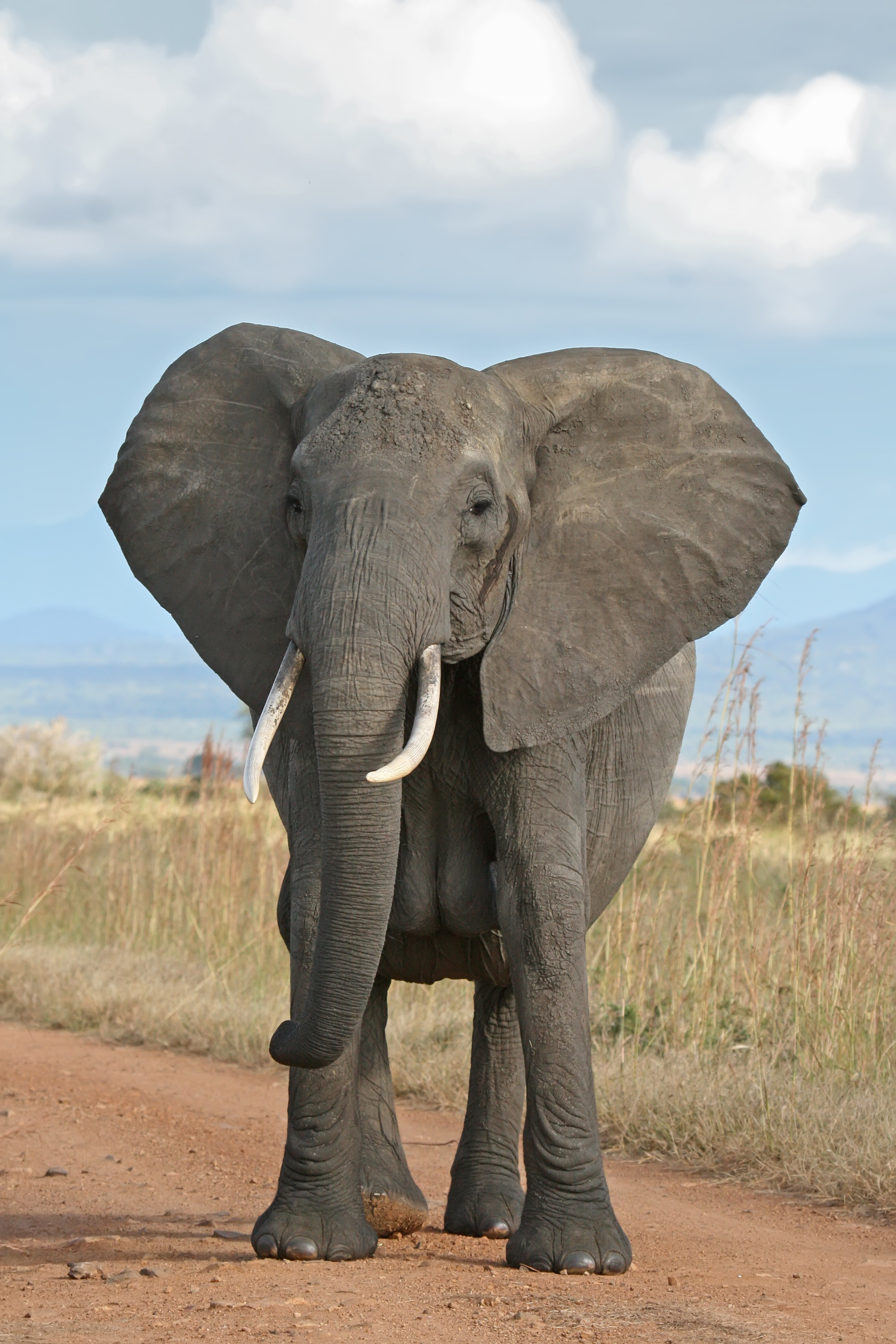
Éléphant de savane d'Afrique, une des espèces les plus emblématiques parmi les victimes du braconnage. Elle est chassée pour le commerce de l'ivoire et d'autres morceaux, comme les pieds.

Le braconnage se pratique généralement au détriment de la gestion des ressources naturelles car hors comptage et pouvant être source de disparition rapide (locale ou totale) d'une espèce, notamment quand il vise une espèce vulnérable ou s'effectue là où quand elle est vulnérable (au nid, en migration, en période d'hibernation, en saison sèche autour des points d'eau — ou dedans —, ou dans la neige, ou quand il gèle, etc.). En éliminant des espèces-clé ou des espèces-ingénieur ou des espèces fondatrices, il peut contribuer à dégrader le fonctionnement d'écosystèmes entiers, par exemple en éliminant des herbivores tels que les singes dans le Parc national de Taï (PNT) qui abrite la dernière grande forêt pluviale de l'Afrique de l'Ouest. . Les animaux ne sont pas « égaux » face au braconnage. Les femelles gestantes par exemple fuient moins facilement, de même pour les espèces-cibles des braconniers dont certaines sont dépendantes de points d'eau ou d'alimentation, de cols ou couloirs de migration où il est facile de les « cueillir » et ainsi menacer la population entière. Les individus ne peuvent alors pas ou difficilement échapper aux braconniers.
Chez les espèces dites plus « intelligentes », mammifères et grands mammifères, des comportements d'adaptation (prudence renforcée, fuite face à l'homme ou au chien, déplacement d'aires de vie, etc.) apparaissent parfois, mais pas toujours. Ainsi, dans une même zone braconnée, les singes cercopithèques diane changent de comportement. Ils fuient l'homme plus vite, en changeant de strate d'alimentation, en s'exposant moins et en utilisant la végétation comme écran. Inversement, dans le même contexte, les colobes bais ne montrent aucun signe d’adaptation à la menace du braconnage. Or ces espèces, toutes deux en forte régression, jouent un rôle important dans la zoochorie (dispersion de graines) et dans le recrutement des plantules et la régénération qui sont modifiés là où la chasse et a fortiori le braconnage sont pratiqués (dans cette zone, 218 espèces de plantes au moins sont mangées par les singes, et les graines de 44 de ces plantes sont diffusées par ces mêmes singes, en germant mieux dans ce cas, car alors soumises à moins de prédation et moins de concurrence que les graines simplement tombées sous l'arbre-mère).
Le braconnage perturbe les systèmes organisés de gestion (quotas, agrainage, restauration ou réintroduction de population…) du gibier ou de certaines espèces protégées. Il est parfois source de troubles sociaux ou socioéconomiques. Dans certains pays (Centrafrique, parmi d'autres exemples), il s'apparente à un pillage organisé, effectué par des groupes armés, qui ne respectent pas les systèmes de régulations qui existaient chez les populations autochtones (chasse et pêche coutumières), et alimentent des systèmes mafieux, dont le trafic d'armes et la prolifération d'armes à feu. Il se fait au détriment du trésor public, il contribue à appauvrir les états les plus pauvres, tout en dégradant ou détruisant certaines ressources naturelles autrefois exploitées plus durablement par les communautés autochtones.
De nombreuses techniques utilisées par les braconniers (poison, collet, filet…) sont peu sélectives et peuvent affecter des espèces non-cibles mais menacées. Un des braconnages les plus importants est le braconnage des éléphants. Les braconniers chassent les éléphants principalement pour l'ivoire de leurs défenses, généralement pour le vendre et en obtenir de l'argent, mais aussi pour faire de cet ivoire une décoration, ou bien pour avoir de la nourriture, pour des valeurs religieuses, pour la sorcellerie, pour des raisons médicales ou encore juste comme un trophée. En Birmanie, les éléphants sont aussi massacrés pour leur peau qui posséderait des vertus réputées dans le domaine de la médecine. Cette chasse à la peau d'éléphant inquiète tout particulièrement car le phénomène est en pleine extension et surtout il touche aussi les femelles et les bébés éléphants qui étaient jusque-là relativement préservés par les braconniers à la recherche d'ivoire[réf. souhaitée].

## Facteurs d'illégalité
Les raisons de l'illégalité peuvent être diverses (et éventuellement s'additionner) :
- la chasse ou la pêche a lieu en dehors des périodes qui lui sont réservées ;
- les animaux se trouvent sur un domaine privé ;
- les moyens utilisés ne sont pas autorisés ;
- l'espèce chassée ou pêchée est protégée ;
- revente illégale des prises issues de la chasse ou pêche de loisir ;
- et enfin, bien sûr, ne pas être titulaire d'un permis quand il est nécessaire.
- Des mesures de sécurité ne sont pas prises pour préserver l'espèce.

## Aspects historiques
On a dit souvent que « le braconnage est la chasse du pauvre ». Cela était vrai dans les périodes où la chasse était réservée (en Europe) aux propriétaires des terres (donc aux riches ou aux aristocrates) et explique une partie du braconnage de viande de brousse (en partie liée à une chasse de subsistance, voire de survie), mais quand il concerne le trafic d'animaux vivants, de fourrures, de peaux de reptiles ou du commerce de l'ivoire ou encore les bois précieux ou la pêche illégale de civelle ou d'autres espèces menacées, il est organisé au sein de filières locales, nationales et de réseaux mafieux internationaux.

### En France

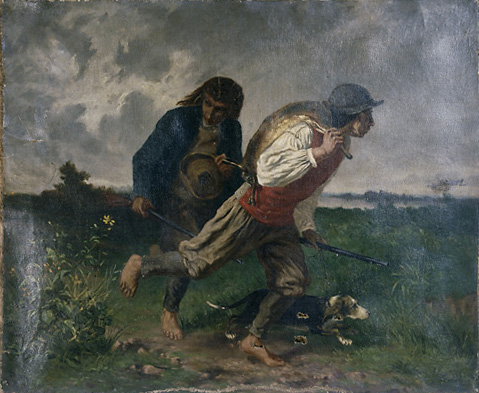
Évariste-Vital Luminais, Les braconniers bretons. Musée municipal des Beaux-Arts de Poitiers.

Sous l'Ancien Régime (la législation s'élabore progressivement entre la fin du Moyen Âge et le XVIe siècle), la chasse était un privilège réservé à la noblesse.
Au XVIe siècle, tuer un cerf (gibier royal) était passible de mort.
Au début du XVIIIe siècle, il est interdit de jeter le « poizon » dans la Loire.[Quoi ?]
La Révolution française est source d'une augmentation de la pression de pêche et chasse : la nuit du 4 août 1789 vit ensuite l'abolition de tous les privilèges (dont celui de chasse).
En 1844, la loi institua à nouveau un droit de chasse réservé au propriétaire de la terre. Avec la généralisation du fusil de chasse et des cartouches de grenaille de fer ou de plomb, le braconnage intègre peu à peu l'arme à feu, mais sans abandonner les techniques de piégeage. Au XIXe siècle, dans les campagnes, il est relativement toléré par une société encore très rurale, et il fait parfois l'objet d'une nette tolérance des autorités locales, par exemple dans les Landes de Gascogne où depuis au moins le XIXe siècle, peu de permis de chasse (mis en place en 1844) étaient attribués, mais où la loi, via les garde-chasses, les maires, les gardes champêtres et les gendarmes semblent tolérer un braconnage important, mais néanmoins autolimité par un système de règles mises en place par les braconniers eux-mêmes, puis présenté comme des traditions justifiant des dérogations, selon l'ethnologue B. Traimond.

### En Angleterre
À une certaine époque, seule la noblesse anglaise possédait le droit de chasser avec des lévriers. Les gens de condition inférieure ont alors croisé des Lévriers avec des chiens de travail pour créer le Lurcher. C'est le chien de braconnier par excellence.

## Impacts du braconnage
Le braconnage peut avoir des impacts sociaux, économiques et écologiques, variant selon les contextes (de vulnérabilité des populations braconnées notamment), la durée et son intensité.
Sur le plan écologique, le braconnage est souvent à l'origine de l'extinction des espèces. C'est un des principaux facteurs de perte de biodiversité dans le monde, avec la destruction des habitats naturels et le changement climatique, comme l'explique John H. Knox, un expert de l'ONU. Le braconnage organisé menace la survie (localement ou sur la planète) d'un certain nombre d'espèces :
- l'éléphant est traqué pour son ivoire ;
- le rhinocéros pour les propriétés imaginées de sa corne ;
- le panda pour sa fourrure ;
- le tigre pour sa peau et son pénis (supposé aphrodisiaque) ;
- l'ortolan dans les Landes pour sa chair grasse ;
- la baleine pour sa viande, etc. Voir Espèce menacée ;
- la viande de brousse, quand elle est intensément collectée.

Le braconnage sur le territoire de peuples isolés ou vivant sur des territoires pauvres en ressources peut être une menace directe pour les communautés autochtones.

## Un crime souvent organisé
Les massacres d'animaux par les braconniers sont souvent encouragés par des réseaux mafieux, qui alimentent le commerce illégal d'animaux sauvages (morts ou vifs) et de leurs produits dérivés – fourrures, trophées, viande, remèdes de charlatan…, qui pèse, selon le Fonds international pour la protection des animaux (IFAW) 15 milliards d'euros par an, ce qui en fait le quatrième trafic par le montant derrière ceux de la drogue, de la contrefaçon et des êtres humains,.
Des groupes criminels organisés profitent de la faiblesse des systèmes judiciaires et des capacités de répression, et parviennent à s’adapter habilement à l’évolution du contexte pour préserver leurs chaînes d’approvisionnement : grâce à un réseau complexe de braconniers, d’exploitants forestiers illégaux, d’intermédiaires, de trafiquants, de transporteurs et de négociants, ils conservent une longueur d’avance sur les agents chargés de faire appliquer la loi. La lutte contre le braconnage tourne parfois à la guerre : entre 2003 et 2013, plus de 1 000 gardes-forestiers ont été tués dans 35 pays, selon Sean Willmore, président de la Fédération internationale des rangers : « Certains ont été victimes d'accidents ou d'attaque de lions ou d'éléphants, qui rendent leur travail déjà suffisamment dangereux. Mais 75 % ont été tués par les trafiquants ».

## Législation, lutte contre le braconnage
La lutte contre le braconnage est une cible du 15e Objectif de développement durable de l'ONU. Elle varie selon les pays et les régions, et aussi selon l'espèce braconnée.
En France, avec le service de la douane pour le contrôle aux frontières ou sur le territoire,
l'Office national de la chasse et de la faune sauvage s'occupe de verbaliser le braconnage des animaux terrestres avec les membres assermentés de la police de l'environnement (Office national de l'eau et des milieux aquatiques…). Les gardes-chasse particuliers sont eux aussi habilités à dresser des procès-verbaux en cas d'infraction. 
Braconner des espèces protégées expose à des amendes élevées, voire à des peines de plusieurs mois de prison (ex. : 6 mois en cas de récidive en France)
Dans le monde, les réseaux mafieux de braconnage commencent à faire l'objet d'une lutte concertée, via Interpol notamment. À titre d'exemple, de mars à mai 2012, sous l'égide d'Interpol et des forces de l'ordre de plusieurs pays (Éthiopie, Botswana, Ghana, Guinée, Kenya, Liberia, Mozambique, Namibie, Nigeria, Rwanda, Afrique du Sud, Swaziland, Zambie et Zimbabwe), une opération dénommée « Worthy » a permis de démanteler un réseau de braconniers (plus de 200 arrestations en quelques mois). Deux tonnes d'ivoire d'éléphant de contrebande ont été saisies entre mars et mai dans 14 pays africains, ainsi que « plus de 20 kilos de cornes de rhinocéros, ainsi que des peaux de lions, léopards, guépards, crocodiles et pythons, des oiseaux tropicaux vivants, des tortues et d'autres espèces protégées ». Ces braconniers disposaient d'armes AK-47, G3 et M16 (saisies). Dans ce cas, 320 fonctionnaires (police, douanes, protection de l'environnement, services vétérinaires…) ont coopéré.
Le trafic de l'ivoire d'Afrique semble tiré par la Chine où il est « très prisé par les nouveaux riches, provoque un essor inquiétant de la chasse aux éléphants dont profitent des groupes extrémistes. Au total, plus de 23 tonnes d'ivoire illégal ont été saisies en 2011, arraché à près de 2 500 éléphants » selon le réseau TRAFFIC (destiné à la surveillance du commerce illégal des espèces), basé en Grande-Bretagne.

## Dans la fiction
- Caryl Férey, L'Afrikaner de Gordon's Bay, Paris, Syros, 2010, 126 p. (ISBN 978-2-7485-0972-4 et 2-7485-0972-2)
- Caryl Férey, Okavango, Gallimard, coll. « Série noire », 2023, 530 p. (ISBN 978-2-07294252-5) ; réédition, Paris, Éd. Gallimard, coll. « Folio policier » no 1035, 2025, 544 p. (ISBN 978-2-07-308806-2)
- Samuel Gance, La piste de l'assassin : thriller, Paris, Éditions Ex Aequo, 2014, 225 p. (ISBN 978-2-35962-648-3)
- RD Lawrence (trad. de l'anglais), Le puma blanc, Paris, Pygmalion-Gérard Watelet, 1997, 274 p. (ISBN 2-85704-345-7)